# Meiogyne pannosa
Meiogyne pannosa là loài thực vật có hoa thuộc họ Na. Loài này được (Dalzell) J. Sinclair mô tả khoa học đầu tiên năm 1951.